# Mànega d'aspiració

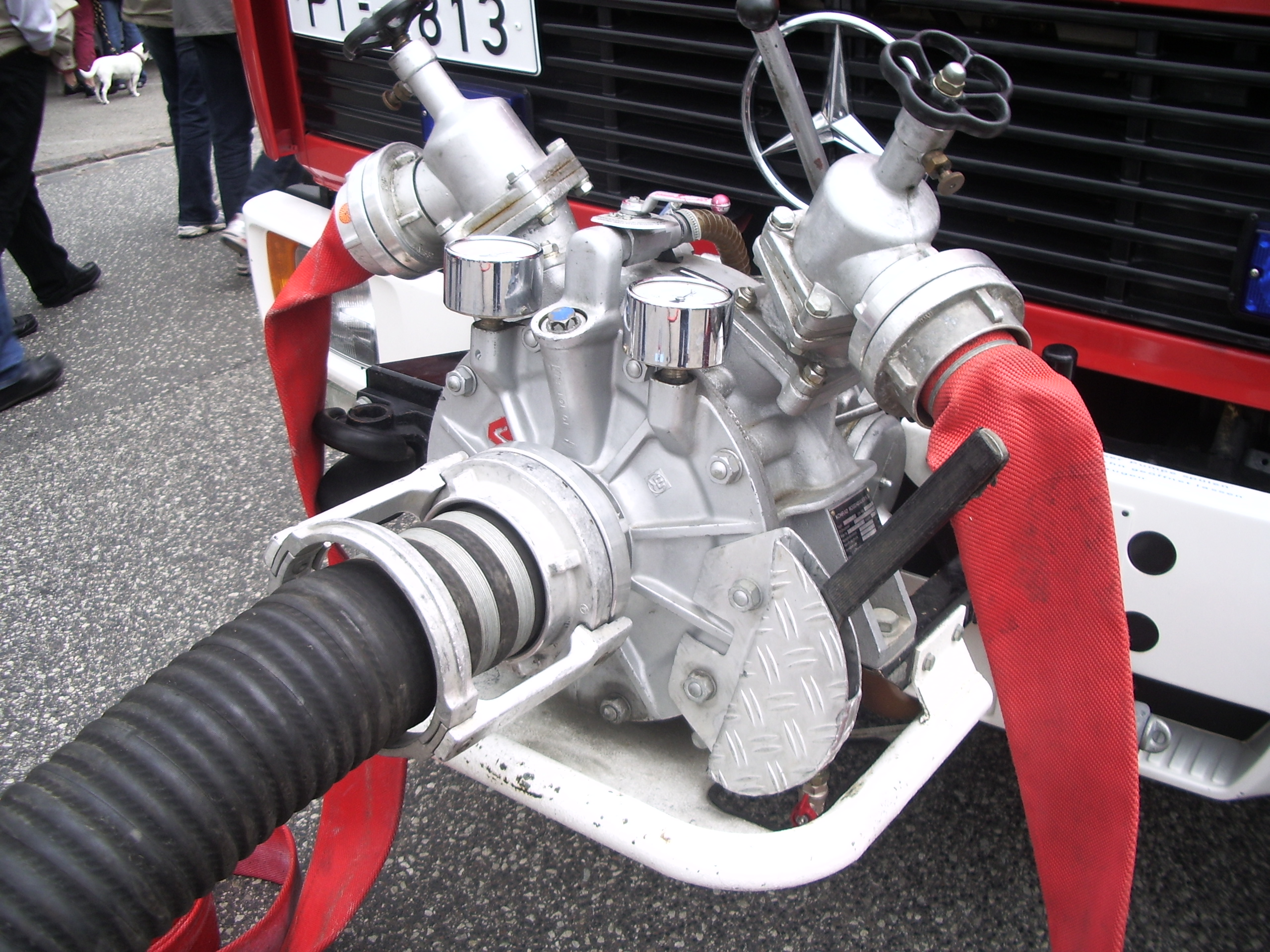
Mànega d'aspiració (negra) connectada a una bomba frontal d'una autobomba

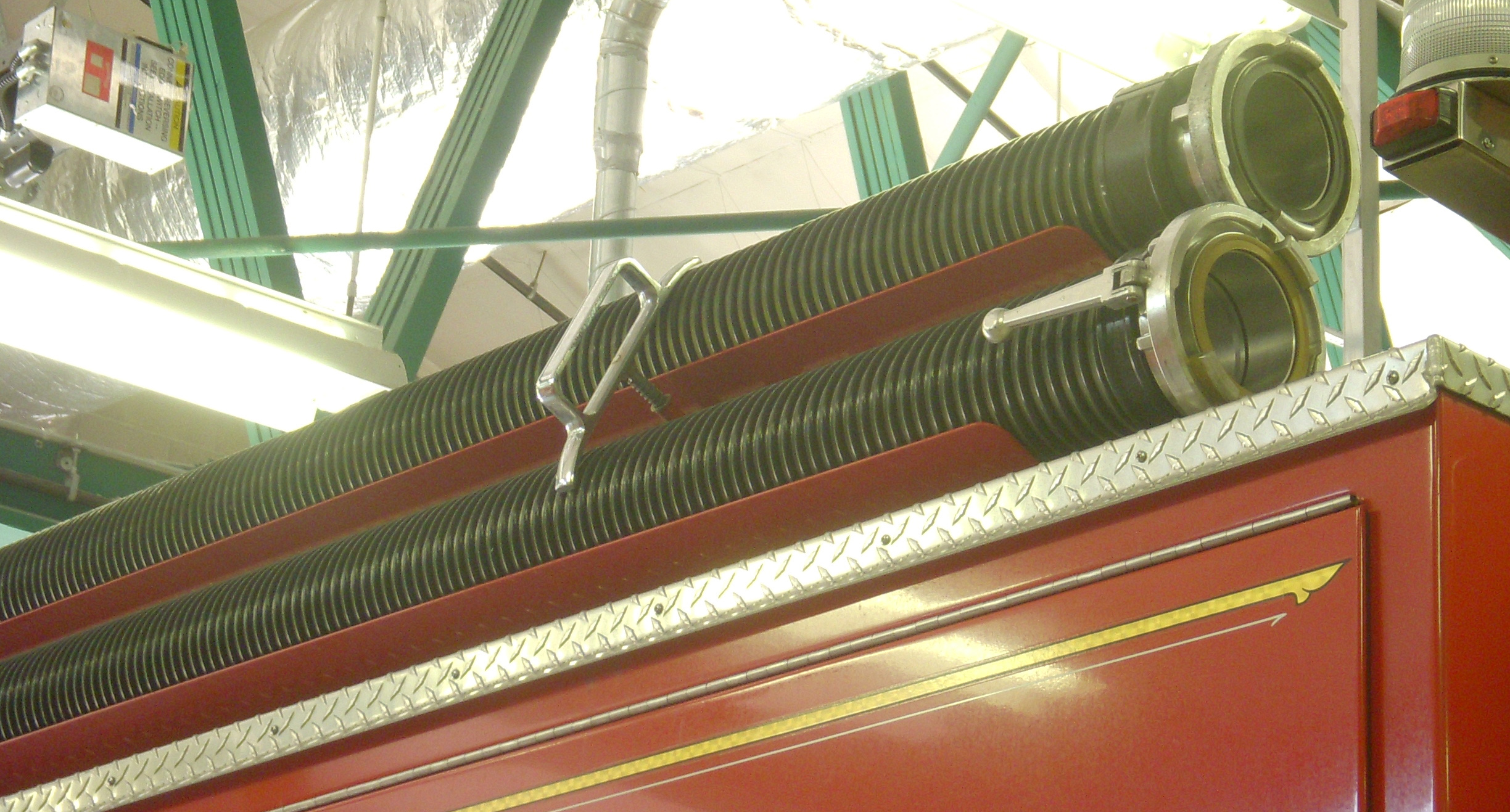
Mànegues d'aspiració al sostre d'una autobomba de bombers

Una mànega d'aspiració, o manegot, o manegueta, és un tipus específic de mànega d'incendis semirígida que s’utilitza en les operacions d'aspiració d'aigua. Quan s’utilitza aquesta tècnica, la bomba de bombers treu aigua per a la lluita contra incendis d’un subministrament sense pressió, com ara un dipòsit d’aigua portàtil, una piscina, un riu, un llac, o una altra font d’aigua estàtica, en lloc de treure aigua d’un subministrament d’aigua a pressió, com una boca d’incendis. La mànega està reforçada amb un cable helicoidal d'acer continu per tal d'evitar que la força del buit aplani la forma tubular de la mànega, obstruint-la. Una mànega d'aspiració s'utilitza per bombar aigües obertes de llacs o piscines per regar o per apagar un incendi o per buidar aigües (netes o brutes) de llocs subterranis, p. e.: per netejar clavegueres o dipòsits. Per tal de prevenir que la brutícia entri a la bomba, normalment s'instal·la un filtre de succió a l'extrem de la mànega d'aspiració. Aquest filtre sol està format per un cilindre amb forats, però també pot portar una reixeta de teixit o fibra o bé una reixeta d'acer.